# ICM Emmy Noether Lecture
Die ICM Emmy Noether Lecture ist ein Preis für Mathematikerinnen. Er besteht als Vorlesung seit 2006, seit 2014 ist er mit einer Plakette verbunden. Die Vorlesung wird auf den Internationalen Mathematikerkongressen (ICM) alle vier Jahre gehalten und ist nach Emmy Noether benannt.
Die ICM Emmy Noether Lecture entstand daraus, dass die Preisträgerinnen der Noether Lecture ab 1994 auch Vorträge auf den ICM hielten, was von der International Mathematical Union 2010 als permanente Vorlesung übernommen wurde.
Sie wird alle vier Jahre an eine Mathematikerin verliehen, die grundlegende und nachhaltige Beiträge zur Mathematik lieferte. Das Preiskomitee besteht aus fünf Mitgliedern, darunter mindestens ein Mann. Wie bei der Fields-Medaille ist bis zur Verleihung nur der Name des Komiteevorsitzenden bekannt. Sie darf an kein aktuelles Mitglied des Exekutivkomitees der IMU verliehen werden.

## Preisträger
- 1994 Olga Ladyschenskaja
- 1998 Cathleen Synge Morawetz
- 2002 Hesheng Hu
- 2006 Yvonne Choquet-Bruhat
- 2010 Idun Reiten: Cluster Categories
- 2014 Georgia Benkart: Connecting the McKay correspondence with Schur-Weyl duality
- 2018 Sung-Yung Alice Chang: Conformal geometry on 4-manifolds
- 2022 Marie-France Vignéras: Modular representations of p-adic groups[1]